# 江戸川区立西小岩小学校
江戸川区立西小岩小学校 （えどがわくりつにしこいわしょうがっこう） は、東京都江戸川区西小岩3丁目19-12にある江戸川区立の小学校。

## 基本情報
- 校庭グラウンドは、砂のフィールドではなく人工芝になっている。かつては陸上競技場のようなゴムフィールドであったが、令和3年の夏休み期間にスポーツ振興くじの助成によって改修された[1]。さらに以前はコンクリートだったが生徒がけがをしやすかったため改められた[2]
- 校舎はいたってオーソドックスだが、トイレがある場所の外壁が青く塗装されている。
- 4階の両端に、校舎の屋上がある。屋上からは展望台のように周辺の広い範囲を見渡すことが可能で、イトーヨーカドー小岩店の看板が見える他、JR東日本総武本線を眺められる。
- 学校のプールでは水泳大会が行われ、毎年北小岩小学校の生徒もやって来る[3]。
- 国政選挙などで選挙の会場に指定されている。

## 著名な出身者
- 高口隆行（元プロ野球選手）
- 池江璃花子（水泳選手）
- 翔猿正也（大相撲力士）
- 英乃海拓也（大相撲力士）